# Gorges de la Bourne
Les gorges de la Bourne sont un canyon au fond duquel coule la rivière Bourne. Elles relient Pont-en-Royans à Villard-de-Lans dans le massif du Vercors.

## Géographie

### Topographie

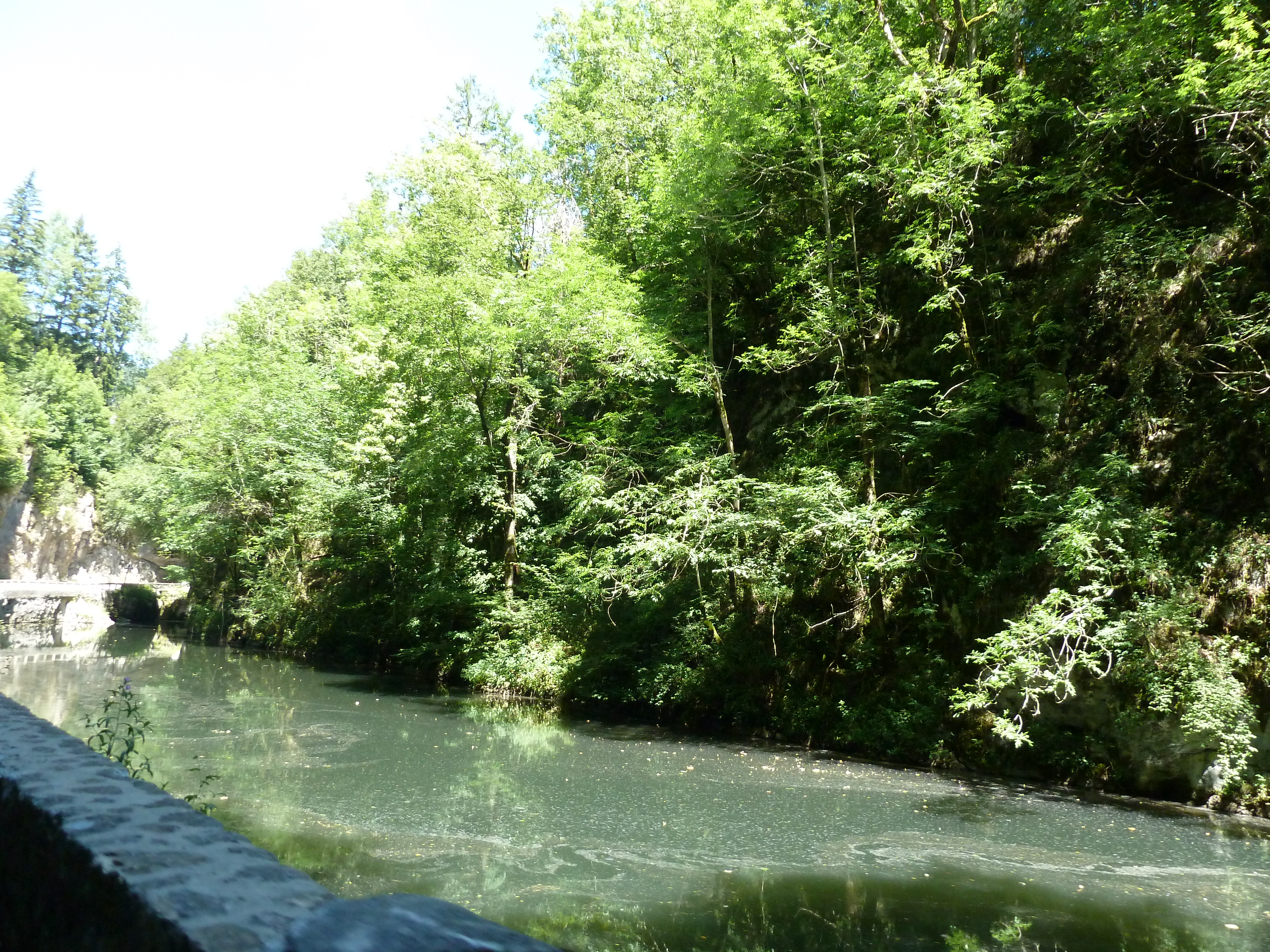
La Bourne.

La Bourne débute à Lans-en-Vercors et, en aval des gorges, se jette dans l'Isère à Saint-Nazaire-en-Royans. Elle effectue un parcours de 42 km pour 1 070 mètres de dénivelé. Tout le long de son trajet de nombreuses exsurgences viennent augmenter son débit. Les principales sources sont de l'amont à l'aval : la Goule Blanche sortie des eaux du réseau du Clot d'Aspres et d'autres cavités de Villard-de-Lans ; en rive droite la Goule Noire, , débouché du collecteur du réseau du Trou qui souffle ; en aval de la balme de Rencurel, en rive gauche, se trouvent les sources d'Arbois suivies de la grotte de Bournillon. L'origine de l'alimentation de ces sources est à rechercher au niveau du plateau du sud Vercors (210 km2) et la grotte de la Luire est un regard sur le réseau souterrain.  En face se situent les grottes de Choranche et la grotte de Gournier,, dont les eaux proviennent du plateau de Presles bien connu des grimpeurs pour sa falaise.

### Géologie

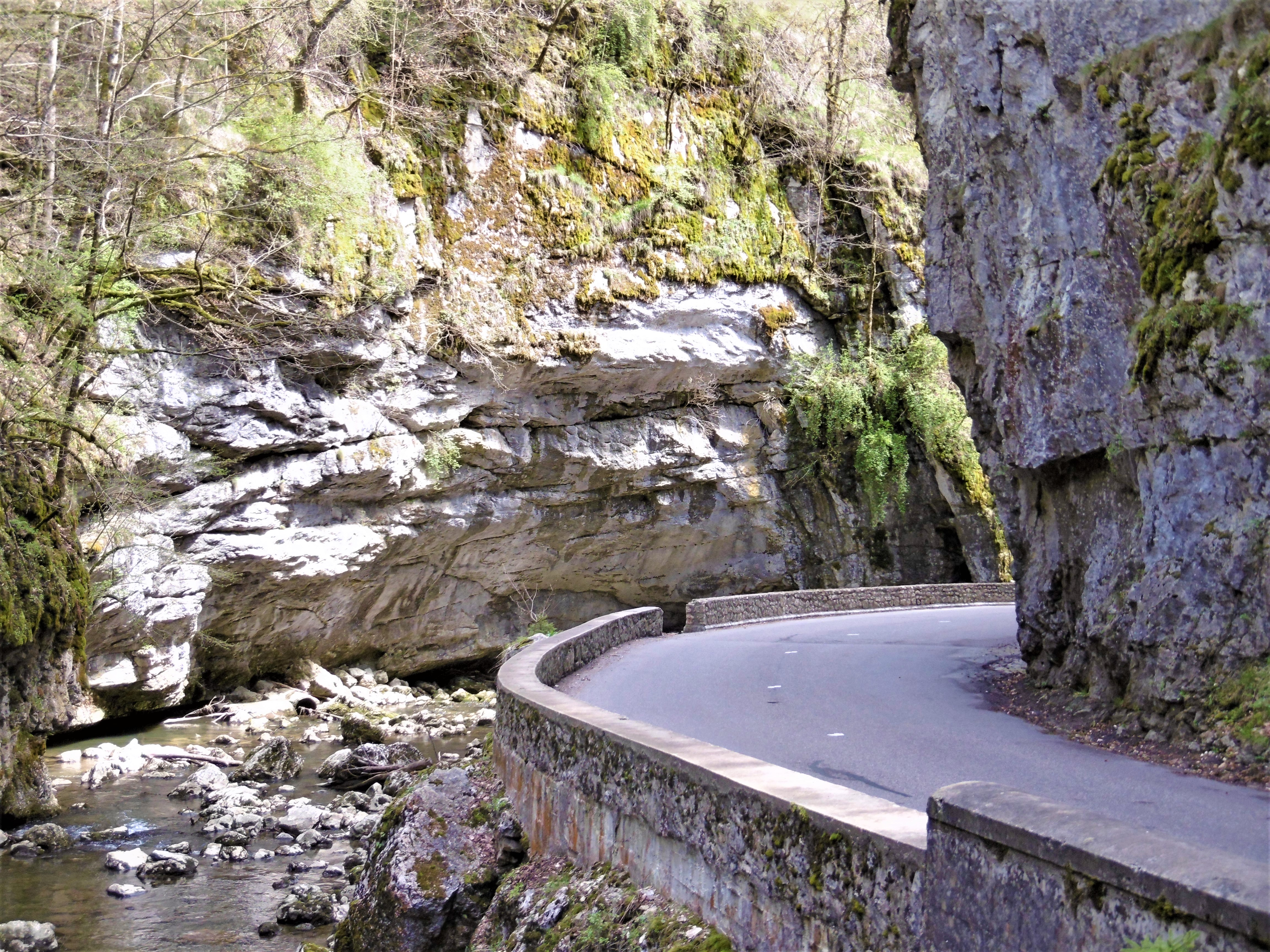
La Bourne et la route (Villard-de-Lans).

La Bourne naît dans le val de Lans et franchit les calcaires du Sénonien avant de s'enfoncer dans les calcaires à faciès urgonien en aval des Jarrands, jusqu'au pont de Goule Noire. En aval les marnes hauteriviennes sont atteintes jusqu'à Basse Valette. Une nouvelle barrière urgonienne est franchie avant la balme de Rencurel. 
Après le passage dans le Sénonien, la rivière s'engage dans un étroit canyon creusé dans l'Urgonien. Les couches marneuses de l'Hauterivien sont à nouveau atteintes au lac de Choranche ainsi que les calcaires du Fontanil. Une dernière traversée du calcaire urgonien et Pont-en-Royans est atteint.
Une première phase de creusement a eu lieu au Pliocène, il y a 3-4 millions d'années. Les gorges de la Bourne ont ensuite été creusées par l'eau de fonte du glacier de la Bourne se développant au Mindel et lors d'épisodes glaciaires postérieurs (Riss II) et Würm.

## Histoire
La route des gorges a été réalisée entre 1861 et 1872. Pour effectuer des travaux de sécurisation des falaises dominant la route, cette dernière peut être fermée à certaines périodes.

### Accidents
- Le 2 novembre 2007, éboulement[17] de pierres entre Rencurel et Choranche (bilan : 2 morts).
- Le 31 janvier 2004, éboulement[18] de pierres entre Rencurel et Choranche (bilan : 2 morts).

## Activités

### Sports

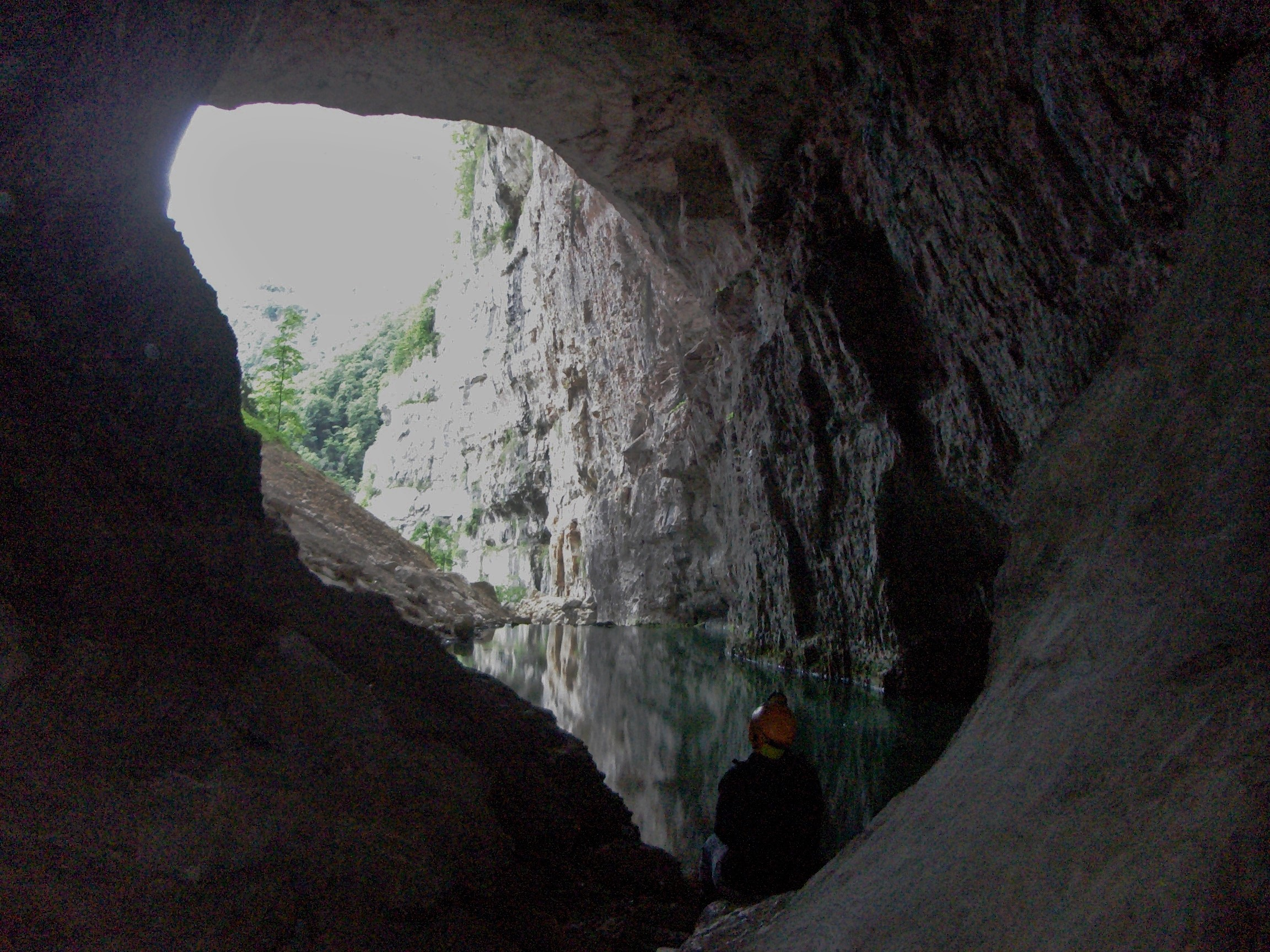
Porche de la grotte de Bournillon, le plus haut d'Europe.

Différentes activités peuvent être effectuées dans les gorges. Les grimpeurs peuvent s'intéresser à la falaise de Presles en été ou à des cascades gelées en hiver. Les spéléologues ont le choix entre les différentes cavités débouchant dans la Bourne, la grotte Roche étant la plus fréquentée. Les cyclistes peuvent remonter les gorges. Les spécialistes du canyon peuvent descendre la cascade du Moulin-Marquis et les randonneurs se balader au-dessus des gorges. En outre, le cirque de Bournillon est un spot de BASE jump.